# الربقة (قرية)
الربقة قرية سعودية واقعة في السراة في منطقة الباحة وتتبع محافظة بلجرشي. عمل أهلها سابقاً في رعاية الماشية ومنهم فلاحين ومنهم بنائين وكانوا أيضاً يتنقلون بماشيتهم بين السراة وتهامة. وتشتهر أراضيهم الزراعية بالخصوبة حيث كانوا يزرعون (التوت) (الفراولة) (الخوخ). تشتهر الربقة بجبالها وآبارها وحصونها.